# Nuno de Barros de Loureiro
Nuno de Barros de Loureiro, por vezes também Nuno de Barros do Loureiro (Viseu, c. 1560 - Viseu, Silgueiros? c. 1640), foi um fidalgo português.
Prestou grandes serviços à Coroa Portuguesa, tendo participado na Batalha de Alcácer-Quibir,  e, mais tarde, nas lutas contra as invasões holandesas, no Brasil e em Angola, durante o reinado de D. FIlipe II, tendo recebido a Capitania e Alcaidaria-Mor de Luanda por mercê do mesmo rei, a 28 de Fevereiro de 1607.

## Biografia
Filho de Manuel de Loureiro de Mesquita, "o da Alagoa" e de sua esposa D. Isabel Gomes de Miranda.
Participou, ainda solteiro, na Batalha de Alcácer-Quibir, tendo estado cativo em Fez por nove anos. De regresso a Viseu em 1587,  casou com D. Catarina de Figueiredo, que faleceu no ano seguinte, provavelmente durante o parto do filho nado-morto. Afirma Alão de Morais que foi acusado de assassinar Nuno Rebelo, pelo que foi condenado à morte, tendo sido degredado para o Brasil. No Brasil, casou uma segunda vez com D. Francisca de Albuquerque, filha de Pedro de Albuquerque e de sua esposa D. Catarina de Araújo, esta por sua vez filha de Francisco de Caldas e de "sua mulher mamaluca Felipa Gonçalves". Esta sua esposa, assim como o seu genro e sogra, denunciam-no à Santa Inquisição por actos de agressão e blasfémia, no ano de 1594.  Não parecem estas queixas surtir efeito, pois já em 1607, pelos seus feitos contra as invasões holandesas de Pernambuco e Angola, é-lhe feita mercê da Capitania e Alcaidaria-Mór de Luanda por El-Rei D. Filipe I, que o teria absolvido do crime anterior. 
Entretanto, o pai de Nuno de Barros de Loureiro, Manuel de Loureiro de Mesquita, venceu uma longa batalha judicial com vários dos seus parentes pela administração do Morgado de Loureiro, mas faleceu logo após a sentença (a 4 de Julho de 1606), sucedendo-lhe assim Nuno de Barros de Loureiro.
Nuno de Barros de Loureiro terá retornado a Viseu, com sua esposa D. Francisca de Albuquerque, anos após a morte de seu pai (1608-1610), para reclamar a sucessão no morgado de Loureiro. Nuno de Barros de Loureiro foi procurador, pela cidade de Viseu, às cortes de Lisboa de 1619 nas quais o filho de D. Filipe I, D. Filipe II foi coroado e jurado Rei de Portugal e Algarves. Terá falecido, provavelmente em Loureiro de Silgueiros, cerca 1640.

## Descendência
Teve com sua mulher D. Francisca de Albuquerque:
1. Luis de Loureiro de Albuquerque, nascido c. 1600, sucessor no morgado, capitão de ordenanças de Viseu em 1642. Casou com D. Paula de Nápoles, com geração, que sucedeu no morgado de Loureiro.
2. D. Francisca de Albuquerque, casada com Rodrigo Viçoso da Veiga, morgado da quinta de São João Velho, com geração.
3. D. Isabel Gomes de Miranda, casada com Gaspar de Queiroz de Castelo Branco, com geração.